# FC Red Star Zürich
Der Fussballclub Red Star ist ein Schweizer Fussballverein aus der Stadt Zürich. Momentan spielt die Mannschaft in der 2. Liga interregional, der fünfthöchsten Liga der Schweiz. Red Star hat seine Identität immer auf den Werten des Amateursports aufgebaut und ist zu einem der erfolgreichsten Top-Amateurclubs der Schweiz geworden, der in der ewigen Tabelle der 1. Liga auf Platz 2 steht.

## Geschichte
Der FC Red Star wurde 1905 gegründet und nach der Red Star Line benannt. 2005 konnte der Verein sein 100-jähriges Bestehen feiern. Die grössten sportlichen Highlights waren die Saisons in der damaligen Nationalliga B und das Erreichen des Halbfinals im Swisscom Cup im Jahre 1999, wo erst der Grasshopper Club Zürich Endstation bedeutete.

## Stadion
Der FC Red Star trägt seine Heimspiele auf der Sportanlage Allmend Brunau aus. Die Kapazität beträgt 2'030 Zuschauer, wovon 30 Sitzplätze und 2'000 Stehplätze sind.